# 韋謝利羅茲多爾 (沃茲涅先斯克區)
47°44′42″N 31°18′35″E / 47.74500°N 31.30972°E
'韋謝利羅茲多爾（烏克蘭語：Веселий Роздол），是烏克蘭的村落，位於該國南部尼古拉耶夫州，由沃茲涅先斯克區負責管轄，始建於1878年，面積0.32平方公里，海拔高度76米，2001年人口88，人口密度每平方公里275人。